# العلاقات الأرجنتينية الكمبودية
العلاقات الأرجنتينية الكمبودية هي العلاقات الثنائية التي تجمع بين الأرجنتين وكمبوديا.

## مقارنة بين البلدين
هذه مقارنة عامة ومرجعية للدولتين:
| وجه المقارنة                                              | الأرجنتين                                               | كمبوديا                   |
| --------------------------------------------------------- | ------------------------------------------------------- | ------------------------- |
| المساحة (كم2)                                             | 2.78 مليون                                              | 181.03 ألف                |
| عدد السكان (نسمة)                                         | 44.27 مليون                                             | 16.01 مليون               |
| الكثافة السكانية (ن./كم²)                                 | 15.92                                                   | 88.44                     |
| العاصمة                                                   | بوينس آيرس                                              | بنوم بنه                  |
| اللغة الرسمية                                             | اللغة الإسبانية                                         | اللغة الخميرية            |
| العملة                                                    | البيزو الأرجنتيني 1983 ‏، بيزو أرجنتيني، أسترال أرجنتيني | ريال كمبودي، دولار أمريكي |
| الناتج المحلي الإجمالي (بليون دولار)                      | 637.59 مليار                                            | 22.16 مليار               |
| الناتج المحلي الإجمالي (تعادل القوة الشرائية) بليون دولار | 883.02 مليار                                            | 54.37 مليار               |
| الناتج المحلي الإجمالي الاسمي للفرد دولار أمريكي          | 13.43 ألف                                               | 1.16 ألف                  |
| الناتج المحلي الإجمالي للفرد دولار أمريكي                 |                                                         | 3.26 ألف                  |
| مؤشر التنمية البشرية                                      | 0.827                                                   | 0.555                     |
| رمز المكالمات الدولي                                      | +54                                                     | +855                      |
| رمز الإنترنت                                              | .ar                                                     | .kh                       |
| المنطقة الزمنية                                           | 00                                                      | ت ع م+07:00               |

## منظمات دولية مشتركة
يشترك البلدان في عضوية مجموعة من المنظمات الدولية، منها:
| علم المنظمة | اسم المنظمة                               | تاريخ انضمام الأرجنتين | تاريخ انضمام كمبوديا |
| ----------- | ----------------------------------------- | ---------------------- | -------------------- |
|             | مؤسسة التنمية الدولية                     | 3 أغسطس 1962           | 22 يوليو 1970        |
|             | يونسكو                                    | 15 سبتمبر 1948         | 3 يوليو 1951         |
|             | مؤسسة التمويل الدولية                     | 13 أكتوبر 1959         | 26 مارس 1997         |
|             | منظمة حظر الأسلحة الكيميائية              | ?                      | ?                    |
|             | الأمم المتحدة                             | 24 أكتوبر 1945         | 14 ديسمبر 1955       |
|             | الاتحاد الدولي للاتصالات                  | 1889                   | 10 أبريل 1952        |
|             | منظمة الشرطة الجنائية الدولية             | ?                      | ?                    |
|             | البنك الدولي للإنشاء والتعمير             | 20 سبتمبر 1956         | 22 يوليو 1970        |
|             | الاتحاد البريدي العالمي                   | ?                      | ?                    |
|             | المركز الدولي لتسوية المنازعات الاستشارية | 18 نوفمبر 1994         | 19 يناير 2005        |
|             | وكالة ضمان الاستثمار متعدد الأطراف        | 11 فبراير 1992         | 1 ديسمبر 1999        |
|             | منظمة التجارة العالمية                    | ?                      | ?                    |
|             | الفريق المعني برصد الأرض                  | ?                      | ?                    |

## وصلات خارجية
- موقع وزارة الخارجية الأرجنتينية
- موقع وزارة الخارجية الكمبودية